# São José do Egito
São José do Egito é um município brasileiro situado no estado de Pernambuco. Localizado na Mesorregião do Sertão Pernambucano e na Microrregião de Pajeú. Administrativamente, o município é composto pelos distritos Sede, Bonfim, Riacho do Meio e pelos povoados de Batatas, Curralinho, Mundo Novo, São Sebastião de Aguiar, Espírito Santo e Juazerinho. Sua população, conforme estimativas do IBGE de 2018, era de 33 789 habitantes, sendo o 3º município mais populoso da Microrregião do Pajeú, atrás apenas de Serra Talhada e Afogados da Ingazeira.

## História
A povoação do município iniciou-se com a construção de uma capela dedicada a São José por fazendeiros da cabeceira do Rio Pajeú, no lugar Queimadas, vale meridional da Serra da Borborema e ponto de confluência do Riacho São Filipe com o mesmo Pajeú. Fazendeiros vizinhos, que possuíam uma capela dedicada a São Pedro, atacaram e destruíram o templo. Uma nova capela foi erguida. Um novo ataque foi tentado, desta vez sem êxito, pois houve resistência. O povoado foi intitulado São José das Queimadas em 1865. Em 1872, foi criado o distrito com denominação de São José da Ingazeira, que foi elevado à categoria de vila com a denominação de São José da Ingazeira, pela lei provincial nº 1260, de 26 de maio de 1877, desmembrado de Ingazeira mais tarde Afogados da Ingazeira. Pela lei provincial nº 1516, de 11 de abril de 1881, vila passou a denominar-se São José do Egito.
Em 1 de julho de 1909, foi elevado à condição de município com a denominação de São José do Egito, pela lei estadual nº 991.

## Geografia
Localiza-se a uma latitude 07º28'44" sul e a uma longitude 37º16'28" oeste, estando a uma altitude de 585 metros. Possui uma área de 792,000 km². Distante da capital pernambucana 404 quilômetros, é servida pelas rodovias PE-275, PE-280, PE-320 e BR-232.

### Clima
O clima é semiárido, a temperatura média anual é de 25 °C, precipitação pluviométrica de 607 mm e os meses mais chuvosos são janeiro a abril.
| Dados climatológicos para São José do Egito (1991-2020) | Dados climatológicos para São José do Egito (1991-2020) | Dados climatológicos para São José do Egito (1991-2020) | Dados climatológicos para São José do Egito (1991-2020) | Dados climatológicos para São José do Egito (1991-2020) | Dados climatológicos para São José do Egito (1991-2020) | Dados climatológicos para São José do Egito (1991-2020) | Dados climatológicos para São José do Egito (1991-2020) | Dados climatológicos para São José do Egito (1991-2020) | Dados climatológicos para São José do Egito (1991-2020) | Dados climatológicos para São José do Egito (1991-2020) | Dados climatológicos para São José do Egito (1991-2020) | Dados climatológicos para São José do Egito (1991-2020) | Dados climatológicos para São José do Egito (1991-2020) |
| Mês                                                     | Jan                                                     | Fev                                                     | Mar                                                     | Abr                                                     | Mai                                                     | Jun                                                     | Jul                                                     | Ago                                                     | Set                                                     | Out                                                     | Nov                                                     | Dez                                                     | Ano                                                     |
| ------------------------------------------------------- | ------------------------------------------------------- | ------------------------------------------------------- | ------------------------------------------------------- | ------------------------------------------------------- | ------------------------------------------------------- | ------------------------------------------------------- | ------------------------------------------------------- | ------------------------------------------------------- | ------------------------------------------------------- | ------------------------------------------------------- | ------------------------------------------------------- | ------------------------------------------------------- | ------------------------------------------------------- |
| Temperatura máxima média (°C)                           | 33,6                                                    | 32,8                                                    | 32,8                                                    | 32                                                      | 30,8                                                    | 29,5                                                    | 29,3                                                    | 30,8                                                    | 32,5                                                    | 33,8                                                    | 34,3                                                    | 34                                                      | 32,2                                                    |
| Temperatura média compensada (°C)                       | 26                                                      | 25,6                                                    | 25,5                                                    | 24,9                                                    | 24                                                      | 22,5                                                    | 22                                                      | 22,9                                                    | 24,3                                                    | 25,8                                                    | 26,3                                                    | 26,4                                                    | 24,7                                                    |
| Temperatura mínima média (°C)                           | 20,4                                                    | 20,3                                                    | 20,4                                                    | 20                                                      | 19,1                                                    | 17,2                                                    | 16,2                                                    | 15,9                                                    | 17,1                                                    | 19,1                                                    | 19,9                                                    | 20,4                                                    | 18,8                                                    |
| Precipitação (mm)                                       | 82,7                                                    | 89,1                                                    | 120,5                                                   | 106,7                                                   | 90,4                                                    | 43,4                                                    | 18,1                                                    | 6,4                                                     | 1,6                                                     | 11,2                                                    | 9,9                                                     | 27,4                                                    | 607,4                                                   |
| Dias com precipitação (≥ 1 mm)                          | 4                                                       | 5                                                       | 8                                                       | 6                                                       | 5                                                       | 4                                                       | 2                                                       | 1                                                       | 0                                                       | 1                                                       | 1                                                       | 2                                                       | 39                                                      |
| Fonte: Atlas Climatológico do Estado de Pernambuco      |                                                         |                                                         |                                                         |                                                         |                                                         |                                                         |                                                         |                                                         |                                                         |                                                         |                                                         |                                                         |                                                         |

### Vegetação
A vegetação predominante é a caatinga hiperxerófila, com ocorrência mineral de bauxita e calcário, sendo que a maior extensão de sua área possui um solo apropriado para o cultivo temporário. O abastecimento de água é feito através de 4.340 ligações e a extensão de sua rede é de 41.470m, sendo coletados 29% do lixo domiciliar.